# Bernardo de Balbuena
Bernardo de Balbuena (Valbuena) (n. 20 noiembrie 1562 - d. 11 octombrie 1627) a fost poet spaniol, reprezentant al barocului.
A fost unul dintre primii poeți care au evocat frumusețile și bogățiile Lumii Noi.

## Opera
- 1604: Măreția mexicană ("Grandeza Mexicana");
- 1606: Secolul de Aur în pădurile de la Erífile ("Siglo de oro en las Selvas de Erífile");
- 1624: Bernard sau Victoria de la Roncesvalles ("El Bernardo, o victoria de Roncesvalles").